# I Was a Teenage Anarchist
«I Was a Teenage Anarchist» — песня американской панк-группы Against Me!, выпущенная в качестве первого сингла к альбому «White Crosses». Сингл, состоящий из четырёх песен, был выпущен 6 апреля 2010 года посредством цифровой дистрибуции через различные онлайн-магазины. В него входил дополнительный альбомный трек «Rapid Decompression» и два би-сайда с сессий записи альбома — «One by One» и «Bitter Divisions». Сингл был выпущен на семидюймовом виниле 17 апреля 2010 года, в качестве би-сайда на нём представлена акустическая версия песни «I Was a Teenage Anarchist».

## Видеоклип
В видеоклипе показан Том Гейбл в традиционной панк-одежде, убегающий через парк от полиции, которая в итоге настигает и избивает его резиновыми дубинками. На полицейских нападает толпа прохожих, Гейбл вырывается и вновь пытается убежать, однако, вновь попадает в руки полиции. В конце клипа его запихивают в полицейскую машину, где Том расплывается в самодовольной ухмылке.
Весь клип снят одним непрерывным планом в замедленной съёмке.

## Список композиций
Тексты — Том Гейбл. Музыка — Against Me!

### Цифровое издание
| №                   | Название                    | Длительность |
| ------------------- | --------------------------- | ------------ |
| 1.                  | «I Was a Teenage Anarchist» | 3:13         |
| 2.                  | «Rapid Decompression»       | 1:43         |
| 3.                  | «One by One»                | 3:32         |
| 4.                  | «Bitter Divisions»          | 4:01         |
| Общая длительность: | Общая длительность:         | 12:29        |

### 7" винил
| №  | Название                    | Длительность |
| -- | --------------------------- | ------------ |
| 1. | «I Was a Teenage Anarchist» | 3:13         |

| №  | Название                               | Длительность |
| -- | -------------------------------------- | ------------ |
| 1. | «I Was a Teenage Anarchist» (acoustic) | 3:36         |

## Разногласия и ссора с Rise Against
Я думаю, Тим и многие другие неверно восприняли эту песню. Я не спрашиваю себя: «Помнишь, ты был молод и хотел спалить весь мир?», я спрашиваю слушателя. Думаю, я не совсем понимаю политику Rise Against или заявление о том, что фраза «Революция была враньём» заставила людей взбунтоваться. Мне всё время хочется спросить: «А что, бл*дь, не была? В чём революция, чувак? В чём революция Rise Against? В чём? В том, что толпа людей ходит на их концерты, делая их богатыми и знаменитыми? Потому что так уже было миллион раз! Или революция в том, что они позируют для постеров PETA в кроссовках Nike? Я, бл*дь, на это не куплюсь, чувак. Я считаю, РЕТА – полное дерьмо, и большая часть их действий направлена на личную выгоду. 

 — Том Гейбл
Строчка из припева — «Помнишь, ты был молод и хотел спалить весь мир?», — вызвала споры после того, как в 2011 году другая американская панк-группа Rise Against выпустила песню «Architects». В ней содержались такие слова:

Разве ты не помнишь, ты был молод и хотел спалить весь мир? 

Знаю, где-то глубоко внутри помнишь. 

Разве ты не помнишь, ты был молод и хотел спалить весь мир? 

Так вот, я всё такой же, и до сих пор хочу!
Оригинальный текст (англ.)Don't you remember when you were young and you wanted to set the world on fire? 
 Somewhere deep down, I know you do. 
 Don't you remember when you were young and you wanted to set the world on fire? 
 Well I still am, and I still do!

Эти слова были восприняты как издевательский ответ на песню Against Me!
В одном из интервью лидер Rise Against Тим Макилрот объяснил значение текста своей песни: «Мне показалось, что в этой песне Against Me! выразили презрение к тому огню, что бушует в моей душе и в душах наших фэнов. Это требовало ответа, и вот ответ… эта строчка словно обесценивает то, во что многие из нас до сих пор беззаветно верят».
В ответ Гейбл раскритиковал политику Rise Against, отметив лёгкость, с которой строчка «Революция была враньём» разозлила Макилрота. В 2016 году музыкант заявил(а), что, несмотря на то, что они с Rise Against были друзьями и вместе ездили в туры, «тогда всё это выглядело обычным позёрством. Типа, „Окей, как скажешь, ты больший революционер, чем я, можешь гордиться“».

## Участники записи
- Том Гейбл — электрогитара, вокал
- Джеймс Боумэн — электрогитара, бэк-вокал
- Эндрю Сьюард — бас-гитара, бэк-вокал
- Джордж Ребело — барабаны
- Бутч Виг — продюсер

## Чарты
| Чарт (2010)                                  | Высшая позиция |
| -------------------------------------------- | -------------- |
| Канада (Billboard Canadian Hot 100)          | 66             |
| США (Billboard Alternative Songs)            | 16             |
| США (Billboard Hot Rock & Alternative Songs) | 31             |

| Чарт (2010)                       | Высшая позиция |
| --------------------------------- | -------------- |
| США (Billboard Alternative Songs) | 50             |